# Dyptyk Jeana de Froimonta

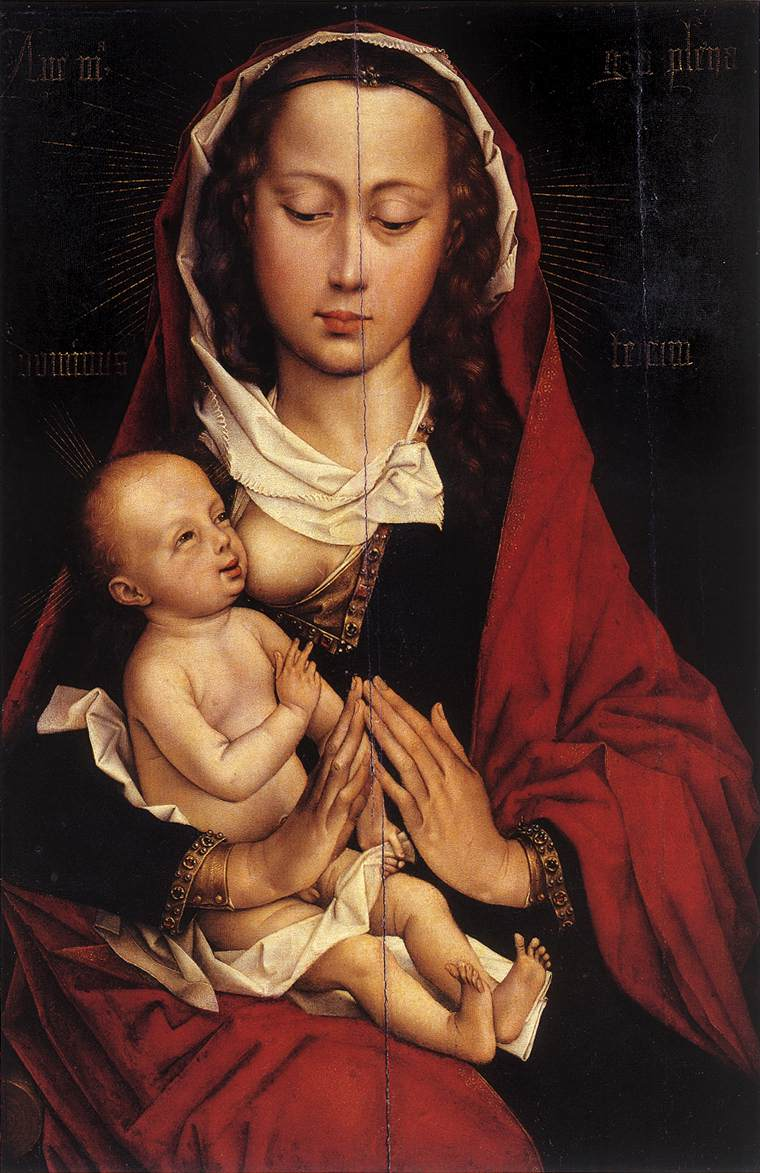
Maria z Dzieciątkiem, 1460-1475
51,5 × 33,5 cm
Musée des beaux-arts w Caen

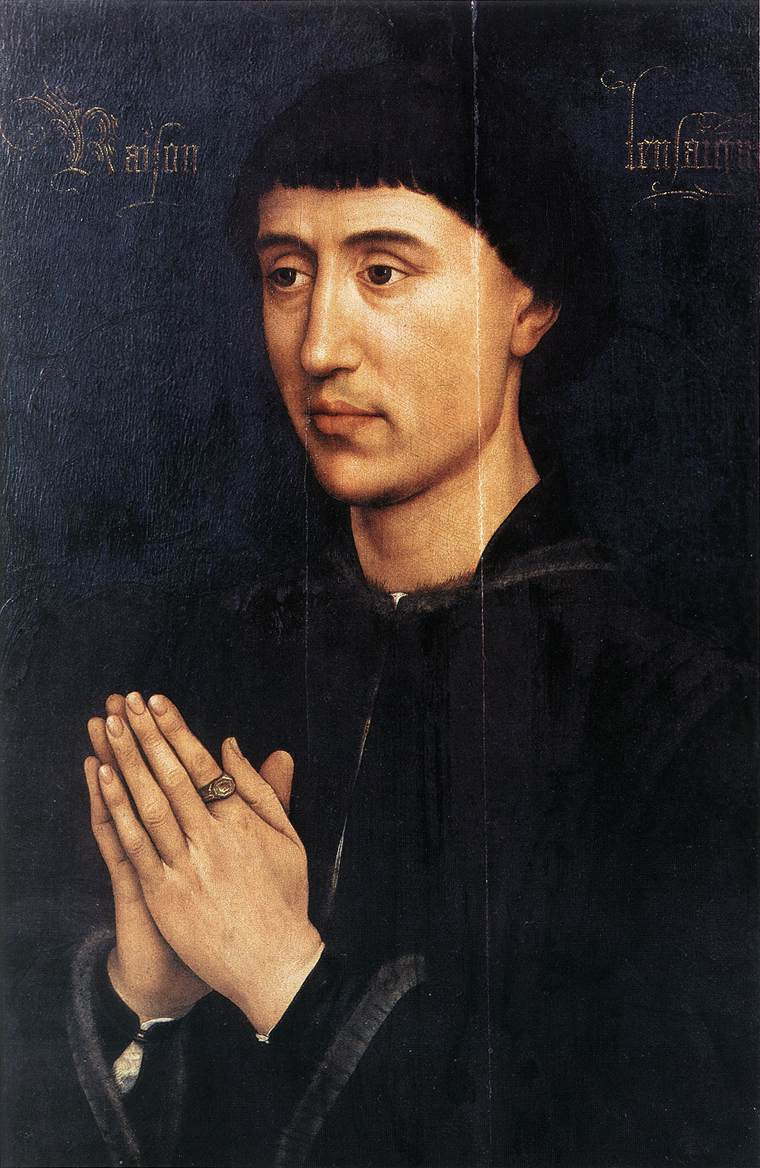
Portret Jeana de Froimonta, 1460-1475
51,1 × 33,2 cm
Królewskie Muzea Sztuk Pięknych w Brukseli

Dyptyk Jeana de Froimonta (Dyptyk Laurenta Froimonta) – dyptyk przypisywany niderlandzkiemu malarzowi Rogiera van der Weydenowi i jego pracowni.
W latach 1450–1460 Weyden jako jeden z pierwszych zaczął tworzyć dyptyki dewocyjno-portretowe. Gdy pracował w Tournai, a następnie w Brukseli, wykonał kilka dyptyków oraz niezależnych portretów na zlecenie najważniejszych przedstawicieli burgundzkiej elity władzy. Datuje się je na ostatnią dekadę życia malarza, który zmarł w roku 1464. Zachowały się trzy prace Weydena z tego okresu: Dyptyk Jeana Grosa, Dyptyk Philippe'a de Croÿ i Dyptyk Laurenta Froimonta. Madonny na dyptykach zostały namalowane w stylu naśladującym XIV-wieczne ikony italo-bizantyjskie. Innowacyjność Weydena polegała na sposobie przedstawienia postaci Maryi, która po raz pierwszy została ukazana w półpostaci, co w kolejnych latach było często kopiowane przez wielu naśladowców malarza, z niewielkimi tylko zmianami.

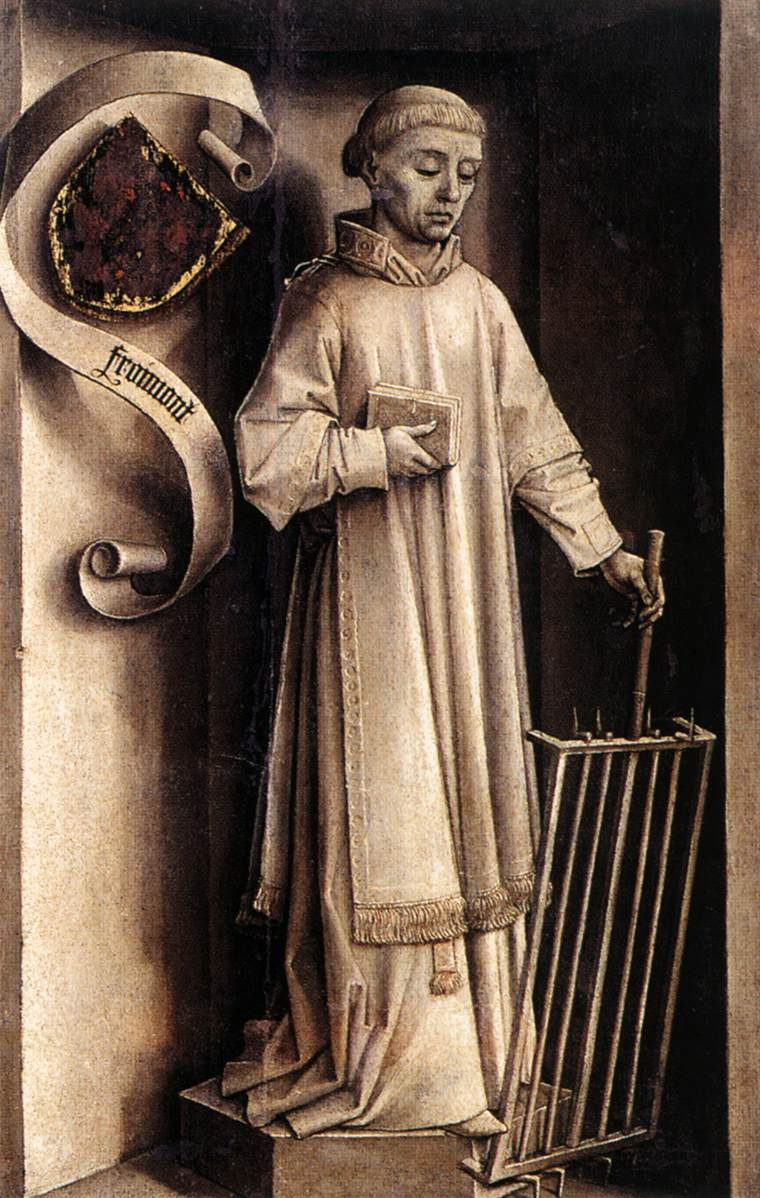
Wizerunek św. Wawrzyńca na rewersie skrzydła z wizerunkiem Laurenta Froimonta

## Opis obrazu
Dyptyk jest trzecim z serii dyptykiem dewocyjno-portretowym powstałym prawdopodobnie już po śmierci Weydena ale w jego pracowni. Jak wykazały badania dendrochronologiczne praca mogła powstać dopiero po 1469 roku. Jego wykonawcą mógł być kuzyn Weydena, Louis Le Due, autor obrazu Ekshumacja św. Huberta z Londynu.
Na lewym skrzydle, na ciemnym tle, ukazana została karmiąca Madonna z Dzieciątkiem. Ubrana jest w czerwony płaszcz z kapturem na głowie i w niebieską suknię, spod której wystaje biała koszula. Prawa pierś jest odsłonięta, przygotowana do karmienia ale mały Jezus nie zwraca na to uwagi. Patrzy w kierunku donatora i wykonuje gest błogosławieństwa na wzór tradycyjnego wizerunku Pantokratora. Nawiązaniem do ikon italo-bizantyjskich są promieniste aureole wokół głów. Za głową Madonny, małymi złotymi literami namalowany jest pierwsze zdanie z modlitwy do Matki Bożej Zdrowaś Maryjo :  Ave Maria, gratia plena, dominus tecum
Na prawym skrzydle ukazany został donator dyptyku Jean de Froimont. Przez wiele lat, do 2003 roku, sądzono, iż sportretowaną postacią jest Laurent de Froimont. Dopiero belgijski historyk Dominique Vanwijnsberghe w swojej pracy wykazał błędną interpretację i przypisał portret Jeanowi Za plecami Jeana, na ciemnym tle znajduje się słabo widoczna dewiza: Raison l'ensaigne
Na rewersie portretu Jeana de Froimonta znajduje się podobizna św. Wawrzyńca wykonana techniką grisaille. W lewej dłoni trzyma swój atrybut – ruszt, na którym według tradycji był torturowany. Z lewej strony znajduje się kartusz, a pod nim szarfa ze słowem Froimont wskazującym na nazwisko rodowe fundatora.